# Bernard Nedell
Bernard Jay Nedell, né le 14 octobre 1893 à New York et mort le 23 novembre 1972 à Los Angeles (quartier d'Hollywood), est un acteur américain (parfois crédité Bernard J. Nedell).

## Biographie
Au cinéma, Bernard Nedell contribue d'abord à quatre films muets américains, le dernier sorti en 1921. Les deux premiers sortent en 1916, dont The Serpent de Raoul Walsh (avec Theda Bara et James A. Marcus).
Après la mort prématurée de sa première épouse en 1923, il se remarie en secondes noces vers 1925 avec l'actrice Olive Blakeney (1894-1959) — dont il reste veuf jusqu'à son propre décès en 1972, à 79 ans —. Peu après, en 1926, le couple s'installe à Londres (Angleterre), où il joue notamment au théâtre, avant de revenir aux États-Unis en 1938.
La première pièce jouée par l'acteur dans la capitale britannique est Broadway (en) de Philip Dunning (en) et George Abbott (1926-1927, avec Olive Blakeney et Joseph Crehan). Une des dernières est Three Men on a Horse (en) de John Cecil Holm (en) et George Abbott (1936, avec Claire Carleton et Romney Brent).
Durant son séjour en Angleterre, il contribue à plusieurs films britanniques, dont The Return of the Rat de Graham Cutts (film muet, 1929, avec Ivor Novello et Isabel Jeans) et Lazybones de Michael Powell (1935, avec Ian Hunter et Claire Luce).
Parmi ses films parlants américains (le dernier sorti l'année de sa mort, en 1972), citons Le Cargo maudit de Frank Borzage (1940, avec Joan Crawford et Clark Gable), Du sang sur la neige de Raoul Walsh (1943, avec Errol Flynn et Julie Bishop) et Monsieur Verdoux de Charlie Chaplin (1947, avec le réalisateur et Isobel Elsom).
S'ajoutent, pour la télévision américaine, sept séries (1950-1958) et un téléfilm (1953).

## Filmographie partielle

### Films américains

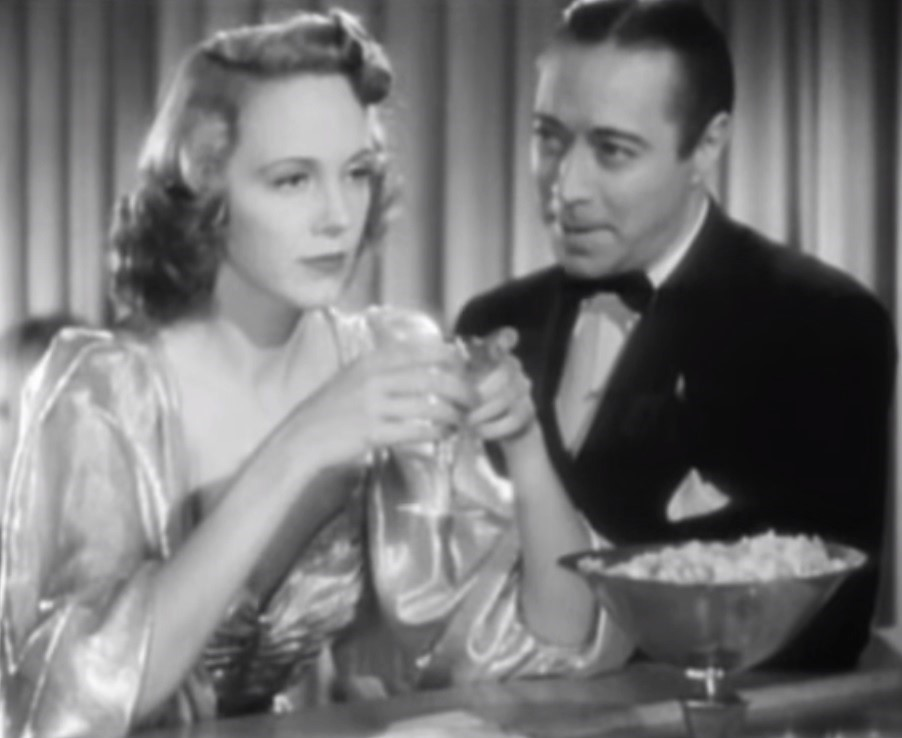
Avec Claire Dodd, dans Le Poignard mystérieux (1940)

- 1916 : La Bête à misère (The Serpent) de Raoul Walsh : rôle non spécifié
- 1918 : Leap to Fame de Carlyle Blackwell : Oscar
- 1938 : Monsieur Moto sur le ring (Mr. Moto's Gamble) de James Tinling
- 1939 : Service secret de l'air (Secret Service of the Air) de Noel M. Smith : Earl « Ace » Hemrich
- 1939 : Lucky Night de Norman Taurog : « Dusty » Sawyer
- 1939 : Mon mari court encore (Fast and Furious) de Busby Berkeley : Ed Connors
- 1939 : Some Like It Hot de George Archainbaud : Stephen Hanratty
- 1940 : Le Poignard mystérieux (Slightly Honorable) de Tay Garnett : Pete Godena
- 1940 : Le Mystère de Santa Marta (Rangers of Fortune) de Sam Wood : Tod Shelby
- 1940 : Le Cargo maudit (Strange Cargo) de Frank Borzage : Marfeu
- 1941 : La Danseuse des Folies Ziegfeld (Ziegfeld Girl) de Robert Z. Leonard : Nick Capalini
- 1942 : Croisière mouvementée (Ship Ahoy) d'Edward Buzzell : Pietro Polesi
- 1943 : Les Desperados (The Desperadoes) de Charles Vidor : Jack Lester
- 1943 : Du sang sur la neige (Northern Pursuit) de Raoul Walsh : Tom Dagor
- 1944 : Maisie Goes to Reno d'Harry Beaumont : J. E. Clave
- 1946 : Behind Green Lights d'Otto Brower : Walter Bard
- 1947 : Monsieur Verdoux (titre original) de Charlie Chaplin : le préfet de police
- 1948 : La Descente tragique (Albuquerque) de Ray Enright : le shérif Ed Linton
- 1948 : Les Amours de Carmen (The Loves of Carmen) de Charles Vidor : Pablo
- 1958 : Le Tueur au visage d'ange (The Fiend Who Walked the West) de Gordon Douglas : un ivrogne
- 1960 : La Diablesse en collant rose (Heller in Pink Tights) de George Cukor : un directeur de théâtre
- 1972 : Requiem pour des gangsters (Hickey & Boggs) de Robert Culp : le vendeur de voitures d'occasion

### Films britanniques
- 1928 : Une nuit à Londres (en) (A Knight in London) de Lupu Pick (coproduction germano-britannique, version anglaise) : le prince Zalnoff
- 1929 : The Return of the Rat de Graham Cutts : Henri de Verrat
- 1931 : Shadows d'Alexander Esway : Press Rawlinson
- 1935 : Lazybones de Michael Powell : Michael McCarthy
- 1936 : The First Offence de Herbert Mason

## Théâtre à Londres (sélection)
- 1926-1927 : Broadway (en) de Philip Dunning (en) et George Abbott : Steve Crandall
- 1928 : Square Crooks de James P. Judge : Eddie Ellison
- 1932 : See Naples and Die d'Elmer Rice : Charles Carroll
- 1933 : Clean All Wires de Bella et Sam Spewack : Buckley Joyce Thomas
- 1936 : Three Men on a Horse (en) de John Cecil Holm (en) et George Abbott : Patsy

## Note et référence
1. ↑  Et non pas en 1898 selon certaines sources : voir sa fiche de Find a Grave (photo de la plaque tombale à l'appui).